# Ляйліяйнен
Ляйліяйнен (фін. Läyliäinen) — село в Фінляндії, входить до складу волості Лоппі повіту Канта-Хяме.
Це невелике село стало відоме тим, шо саме тут 20-23 серпня 2015 року відбулися два семінари квір-християн: під назвою "Orthodox Tradition and traditions: Sex and Gender as Case Study," Seminar on Orthodox Theological Reflections on LGBT People", та під назвою "Orthodox Anthropology: The Points of Commonality Between Orthodox Views of Unique, Ecstatic, and Relational Personhood and the Indeterminacy of Sexual Orientations and/or Queer Identities," Seminar on Orthodox Theological Reflections on LGBT People"  
Там зібралися представники як православних, так і протестантів 
Учасниками семінарів були відомі богослови з Росії та України, збірник творів яких опубліковано англійською мовою. 